# Richard Lawrence
Richard Lawrence (ur. 22 lipca 1906 w West Chazy, zm. w czerwcu 1974 w Rochester) – amerykański bobsleista.
Richard Lawrence startował na Zimowych Igrzyskach Olimpijskich 1936. Razem z Gilbertem Colgate zdobył brązowy medal w ślizgu dwójek. W rywalizacji czwórek był na 6. miejscu.